# Le Chien de Mao
Le Chien de Mao, paru en 1998, est un roman de Lucien Bodard, fils d'Albert Bodard, consul à Chengdu. Il s'agit du second volume de la biographie romancée de la vie de Jiang Qing, 4e épouse du Président Mao Zedong. Il fut précédé des Dix Mille Marches paru en 1991.

## Résumé
Jeune campagnarde d'une vingtaine d'années, Pomme Bleue est partie pour Shanghai avec Kang Sheng, de quinze ans son aîné, qui tient auprès d'elle à la fois le rôle de père, d'ami et d'amant. Bien vite, elle comprend le pouvoir qu'une jolie fille peut exercer sur les hommes et en use sans modération. Collectionnant les conquêtes et multipliant les bassesses, Pomme Bleue acquiert rapidement une réputation de libertine sans scrupule.
Progressivement, l'ambition l'habite… et ne la quitte plus.

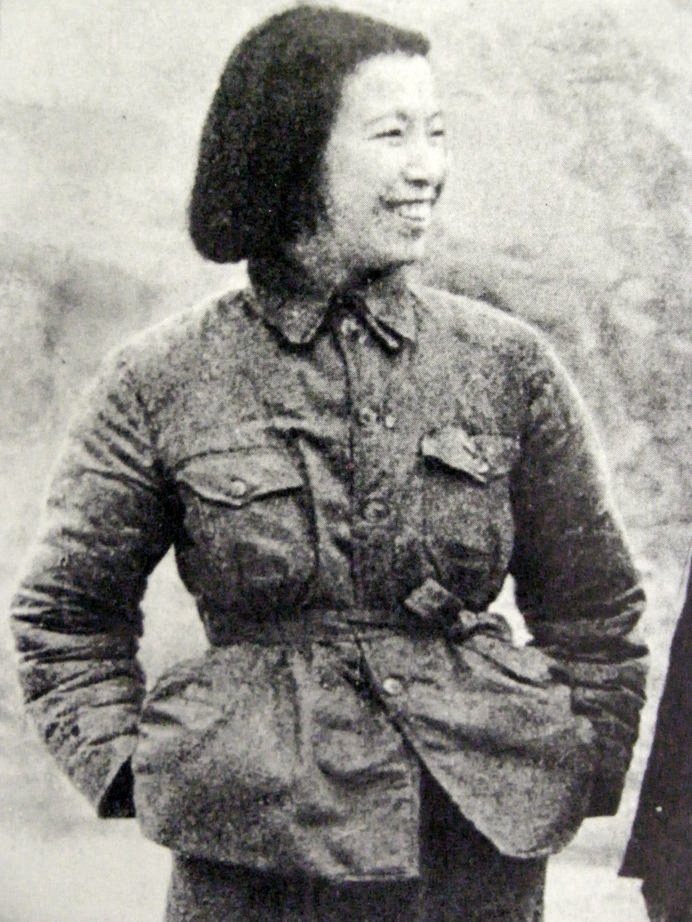
la vraie Jiang Qing à Yan'an, probablement en hiver 1940

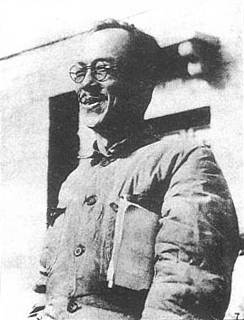
Kang Sheng

1938. La Longue Marche est finie et les communistes sont rassemblés à Yan'an. Par l'entremise de Kang Sheng, dont les desseins sont souvent ambigus, Pomme Bleue est remarquée par Mao dont l'appétit sexuel semble sans borne.
Tout s'enchaîne très vite. Bientôt, Mao ne peut plus se passer de sa nouvelle concubine dont le corps le fait rêver. Mais le Grand Timonier la devine. Il sait qu'elle est prête à toutes les ignominies, à toutes les traîtrises et les ruses pour approcher puis obtenir le pouvoir, et le côté impulsif et candide de la jeune femme l'amuse beaucoup.
Devenue l'épouse de Mao qui l'a rebaptisée Jiang Qing, Pomme Bleue parvient petit à petit à écarter de son mari tantôt ses descendants, tantôt son ancienne épouse ou ses alliés. Jiang Qing ne nourrit plus qu'un désir qui tourne à l'obsession: succéder à Mao. Mais l'entreprise n'est pas aisée car il importe d'abord d'éviter que Mao ne la répudie, comme il le fait habituellement lorsqu'il se lasse d'une femme. Jiang Qing devra supporter toutes les humiliations de la part de cet homme qui d'un jour à l'autre l'apprécie ou la hait, et qu'elle n'aime pas.
Les années qui passent ne calment pas l'orgueilleuse "camarade Jiang Qing" qui plus que jamais veut accéder au "trône". Mais sa crédulité et sa confiance en elle l'aveuglent et la font tomber dans les pièges qui lui sont tendus à mesure que Mao vieillit, y compris par ceux dont elle se méfie le moins, comme Kang Sheng.
À la mort de Mao, dans l'ombre duquel elle a toujours vécu, Jiang Qing est arrêtée par Hua Guofeng et Deng Xiaoping, ses grands rivaux.
La peine de mort prononcée est ensuite commuée en prison à perpétuité malgré la gravité des crimes et les trahisons qu'elle a commises tout au long de sa vie.
Lorsqu'il ne reste aucun espoir à Jiang Qing, elle se suicide dans la sérénité. Âgée de bientôt quatre-vingts ans, elle fait le deuil de ses trop hautes ambitions et n'a plus de raison de vivre.

## Accueils critiques
Le critique littéraire Michel Crépu qualifie l'ouvrage de chef-d'œuvre. Contrairement aux ouvrages abstraits de Simon Leys, le roman de Bodard permet au lecteur de découvrir des personnages qui « ont rompu à tout jamais avec la norme humaine, à moins qu'ils n'en révèlent le fond vrai de ténèbres ».
Caroline Puel, correspondante en Chine de Libération, indique que cette « biographie romancée » fait revivre la dernière femme de Mao Zedong depuis ses débuts de prostituée dans les années 1930, jusqu'à son suicide en prison après le procès de la bande des quatre.  
Didier Sénécal de l'hebdomadaire L'Express, considère ce roman de « Lulu le Chinois » comme du « grand Bodard ». Pour le quotidien Le Parisien, Bodard est « plus passionnant que jamais » dans ce roman « érotique et sauvage ».

## À voir
- La Vie privée du président Mao